# 啤酒館政變
啤酒馆政变（德語：Bürgerbräu-Putsch），亦称啤酒馆暴动，是指1923年11月8日晚上，由德国纳粹党在慕尼黑的貝格勃勞凱勒啤酒館发动，計划仿效先前貝尼托·墨索里尼的向羅馬進軍的模式来推翻魏玛共和国，但最后失败的一次政变。主要策划者包括纳粹党领导人阿道夫·希特勒、一战德军名将埃里希·鲁登道夫及其他战斗联盟（Kampfbund）的成员（由纳粹党、冲锋队、上邦联盟（OberlandLeague）与帝国战旗（Reichskriegsflagge）等组织组成.）他们的主要目的是推翻德国当时的代议民主制度，建立实行国家社会主义的独裁政体。
政变因为缺乏武装力量和缺少准备失败了。政变失败后三天，希特勒被判叛国罪。他的部分同党被捕，赫尔曼·戈林逃到了奥地利。魏玛共和国政府捣破纳粹党的总部，宣布纳粹党为非法组织，并查封了纳粹党报《人民观察家报》。尽管政变本身未成功，但它对纳粹党的发展产生了深远的影响，将希特勒推上了德国政治舞台。

## 背景
1919年2月21日，左翼革命者库尔特·艾斯纳因参与德国十一月革命建立巴伐利亞人民邦而在首府慕尼黑遇刺。此事件随即导致了更加激进的极左翼革命，巴伐利亚随之成立了委员会共和国，然而存在了四周后即被血腥镇压。从此巴伐利亚政治由左转右，反共主义情绪愈演愈烈，慕尼黑發展成为魏玛共和国内部右翼民族主义的据点。与之同时，由于巴伐利亚的历史，该地区存在分离主义思想，对于柏林的魏玛共和国政府的认同度并不高。除此之外，一战后的恶性通货膨胀和法国和比利时联合占领鲁尔的行动都加剧了该地区对于魏玛政府的不满情绪。
1923年9月，新任魏玛共和国总理古斯塔夫·施特雷泽曼放弃了前任威廉·古诺的消极抵抗政策，内政上执行反共主义，且对极右翼的活动比较宽容。巴伐利亚政府也有类似的变化，重新上台的古斯塔夫·冯·卡尔组建的新政府宣传反犹主义和犹太-布尔什维克阴谋论思想。他在1923年9月29日废除了魏玛共和国保护法对于犹太人的保护。数百个几十年前即已从东欧移民到巴伐利亚的东方犹太人在10月中旬被驱逐出巴伐利亚。
巴伐利亚政府和魏玛共和国政府时有摩擦。希特勒原本计划于1923年9月29日发动政变，但是巴伐利亚的局势变动后，他想利用新组建的巴伐利亚右翼政府推翻魏玛共和国政府。1923年10月20日，他呼吁在慕尼黑的克朗广场起义，但是没有多少人回应。同一天，纳粹党报人民观察家报发表了攻击魏玛共和国总理古斯塔夫·施特雷泽曼和时任陆军指挥部领导的汉斯·冯·塞克特—诬陷他即将进行独裁政变，并且攻击他的妻子是犹太人。之后，巴伐利亚州州长古斯塔夫·馮·卡爾宣佈脫離中央政府，成立連同奧地利在內的「多瑙河聯邦」，塞克特下令第7軍區司令官——駐於當地的第7師師長奧托·馮·洛索將軍去查封《人民觀察家報》，但是奥托拒绝执行命令。
随后巴伐利亚州正式和魏玛共和国政府决裂。但是魏玛共和国时任国防部长认为不可能对巴伐利亚州采取军事行动，即帝国执行。因为国防军普遍奉行的原则：“部队不向部队开枪。”（Truppe Schießt nicht auf Truppe），所以汉斯·冯·塞克特也无法指挥其他地区的国防军进攻巴伐利亚的国防军来打击政变。
20世纪初，德国南部许多大城市都有啤酒馆，晚上数百人甚至数千人会在这里聚会喝啤酒、参与政治和社会讨论。也因此，这些啤酒馆偶尔会举办政治集会。慕尼黑最大的啤酒馆之一是公民啤酒馆（Bürgerbräukeller），这里也就成为了纳粹党政变的地点。

## 政变经过

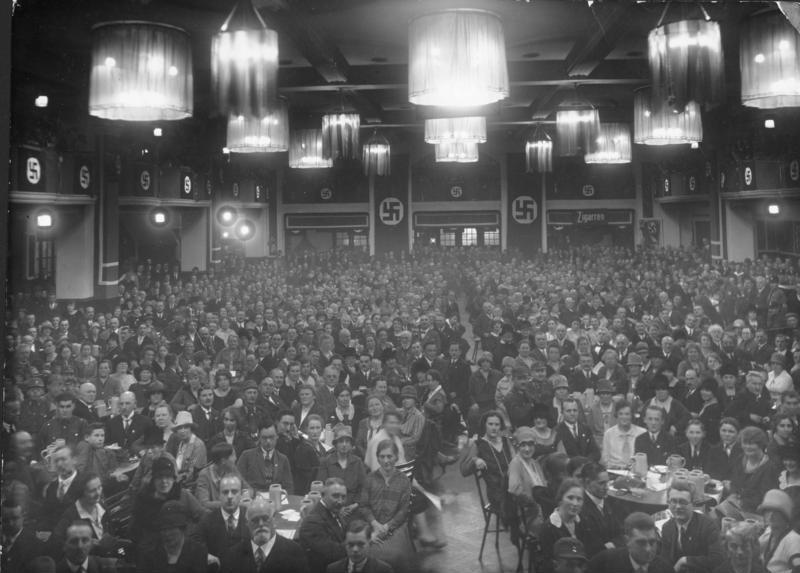
纳粹在啤酒馆集会

1923年11月8日，古斯塔夫·冯·卡尔计划在贝格勃劳凯勒啤酒馆向巴伐利亚政府成员和来自各民族主义阵营的众多政要宣传他的政策。

古斯塔夫于晚上8点左右在拥挤的啤酒馆开始演讲。在演讲开始后三十分钟，希特勒和冲锋队队长赫尔曼·戈林和其他的国家社会主义的拥簇一起从前厅进入啤酒馆大厅，希特勒站在一把椅子上，开枪打穿天花板，引起了注意，警告说集会地点已被冲锋队包围，宣布“国家革命”已经爆发。他请卡尔、汉斯·冯·赛瑟尔上校、奧托·馮·洛索將軍和后来找来的步兵学校的将军和前总参谋长埃里希·鲁登道夫一同前往一个小房间，戈林则留下来发表演讲。希特勒威胁这些人同意了自己的“立即起义”的计划后，和他们回到了主厅，赫尔曼·戈林随后向在场的人发放了传单：
|  | 向德国人民宣布！柏林十一月罪党的政府已经被罢免。一个临时的德国国家政府已经成立，由埃里希·鲁登道夫将军、阿道夫·希特勒、奧托·馮·洛索將軍、汉斯·冯·赛瑟尔上校（巴伐利亚警察局局长）组成。 |

大厅里的人群大声欢呼支持希特勒。他说道：
|  | 你可以看到，激励我们的既不是自以为是，也不是自私自利，而只是在这最后一刻为我们的德国祖国加入战斗的强烈愿望……我可以告诉你最后一件事。 要么德国革命今晚开始，要么黎明前我们都会死！ |

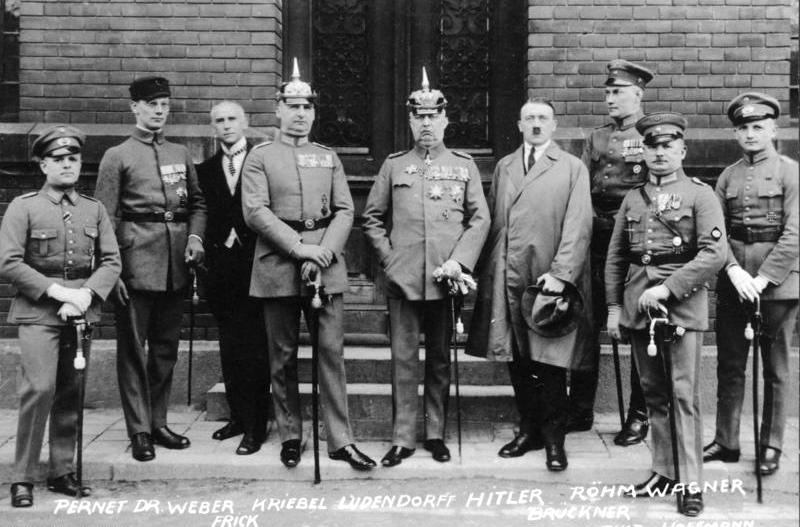
政变参与者

他们的计划是仿照意大利贝尼托·墨索里尼的向罗马进军来进行的。埃里希·鲁登道夫相信，以他在军队里的声望，政变将不需要太多流血伤亡即可掌握巴伐利亚军警力量，从而达到巴伐利亚的国防军协会将与反民主的军事协会一起进军柏林的成果，从而夺取德意志国的权力。
希特勒监视着卡尔、洛索和赛瑟尔。这时消息传来，和纳粹党是同盟的一个叫做上邦联盟的武装团体的打手们在陆军工兵队营房同正规军发生了冲突。希特勒决定驱车前往出事地点，亲自解决争端，把啤酒馆里的事交给鲁登道夫处理。
这个决定后来被证明是个致命的错误。洛索是第一个想逃走的人。他告诉鲁登道夫，他必须到陆军司令部去，发出必要的命令。当施勃纳—里希特表示反对时，鲁登道夫绷着脸说：“我不许你怀疑一个德国军官的话。”接着，卡尔和赛瑟尔也一个个逃走了。在场的巴伐利亚州总理和其余政要则被冲锋队转移到城市南部一个亲纳粹的商人住所看押起来.
啤酒馆政变爆发后，反犹太主义者和政变支持者开始在其他慕尼黑酒馆集结，走向巴瓦利林格，试图找到那里的犹太人。在同一天晚上，商店和慕尼黑主要犹太会堂的窗户被破坏。
在洛索逃走之后，冲锋队的恩斯特·罗姆从雄狮啤酒馆带着一个特遣队出发占领了位于申费尔德街的第七军区司令部，即洛索的办公地点。因为雷姆表示他已被委托为鲁登道夫和洛索的警卫，所以那里的警卫人员没有反抗。希特勒、鲁登道夫、雷姆、恩斯特·珀纳、赫尔曼·克里贝尔和弗里德里希·韦伯逐渐在第七军区司令部聚集，这群政变分子认为奥托·冯·洛索可能在第19（巴伐利亚）步兵团（帝国国防军）的军营（希特勒在帝国国防军时的单位）内，他可能已经将军区司令部的指挥地点转移到那里。但是其实洛索和这群政变分子在同一个建筑里，他在电报房，并用电报调动了忠诚于政府的军队前来慕尼黑。
巴伐利亚州的副总理弗朗茨·马特此时正在和红衣主教米夏埃尔·冯·福尔哈伯（Michael von Faulhaber）与教廷大使尤金尼奥·帕切利（后来的教皇庇护十二世）共进晚餐，他立即协领余下的巴伐利亚州内阁成员进入雷根斯堡。随后马特就向所有亲政府警察单位发出了枪击令，以防政变的暴力扩散。他也向慕尼黑市民发布了一份反对“普鲁士的鲁登道夫”的呼吁。据当时的报导，这一呼吁在克服政变企图方面起到了重要作用。

## 失败

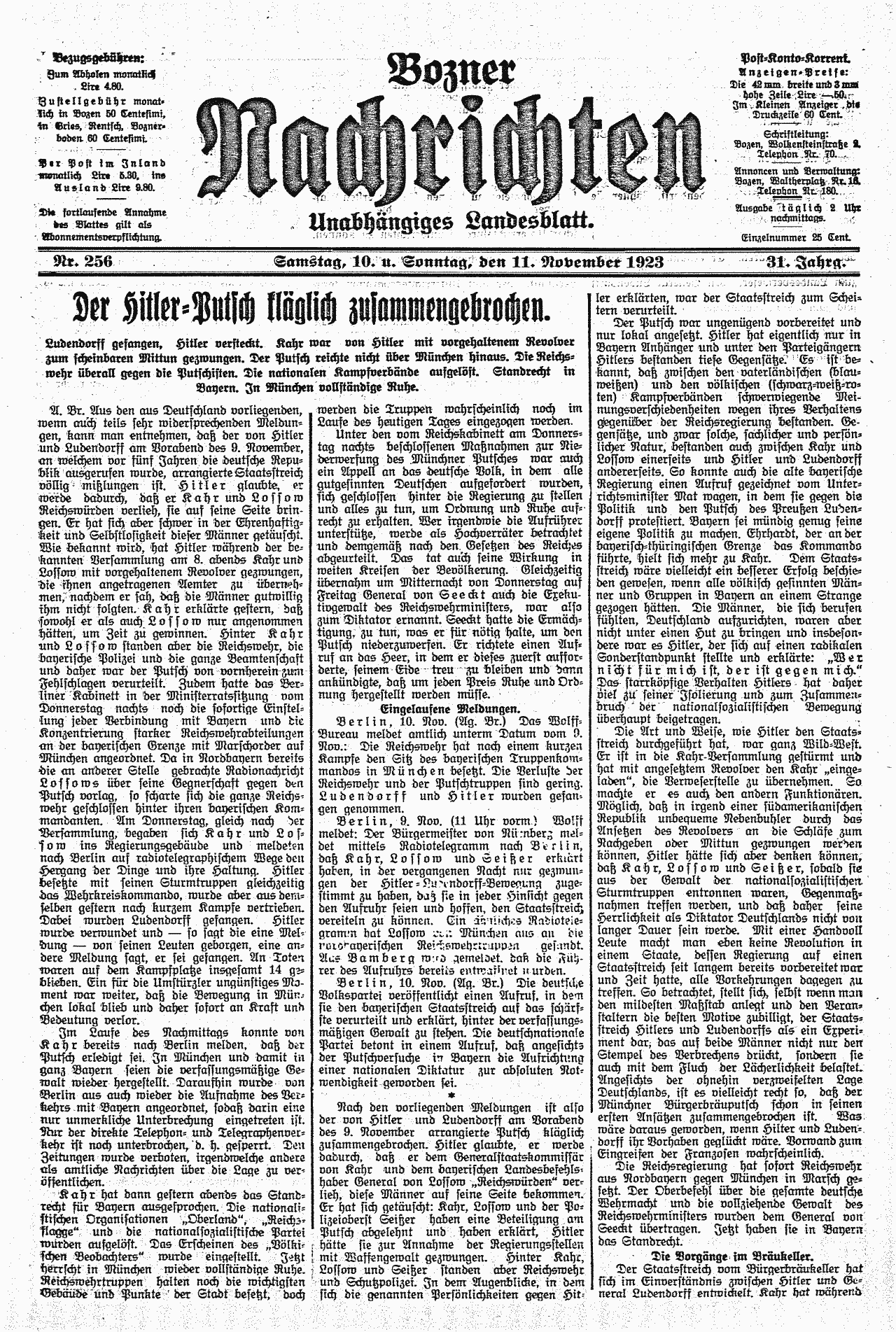
博尔扎诺日报在1923年11月10日关于此次政变失败的报道

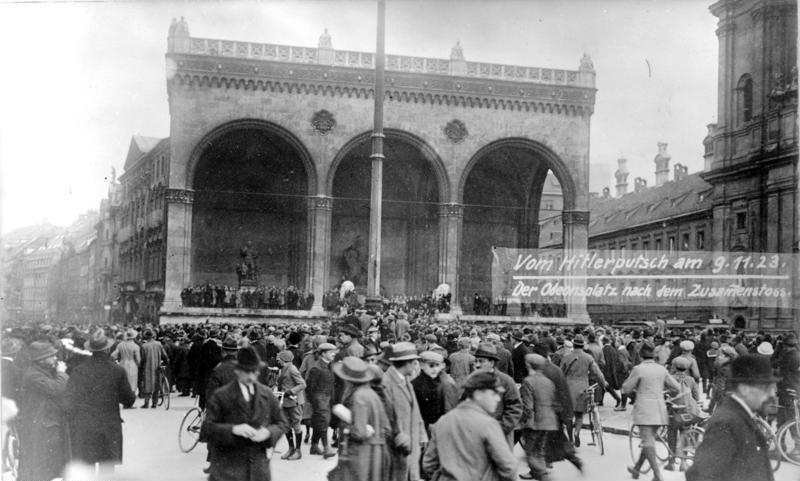
政变当日的统帅堂

希特勒的人馬雖然一度攻佔了軍隊與警察的總部，而且一度将纳粹党旗帜插上慕尼黑新市政厅的屋顶，但軍警都沒有按照他们的预想响应他的政变，尤其是警察，因为他们并不像军队一样对埃里希·鲁登道夫有敬畏心；
逃出生天的卡尔，赛瑟尔和洛索马上也表態壓制政變。 在夜间2点55分，已经得知弗朗茨·马特离开的古斯塔夫·冯·卡尔在广播中撤销了他的起义声明。他宣布他，洛索和赛瑟尔被“持枪威逼下作出的声明”无效，同时解散了纳粹党（NSDAP）以及上邦联盟和帝国战旗组织。纳粹党高级人员威廉·弗里克
被第一个逮捕。
即便情勢不利，希特勒在次日仍率領他的支持者在慕尼黑大街上进军到音乐厅广场，试图控制广场北部的统帅堂
。巴伐利亚警察局局长汉斯·冯·赛瑟尔向在慕尼黑王宫的现场指挥官米夏埃尔·冯·戈丁下达了死命令:用一切可以用的手段，绝对不能让希特勒一行人通过广场。

于是戈丁用了机炮和大约130人的警察队伍封锁广场然后鲁尔道夫命令政变者右转进入短的佩鲁萨大街（Perusastraße），并立即左转进入王宫街。政变者高唱着《守卫莱茵》和《噢，崇高荣耀的德意志》向统帅堂方向前进，并突破了王宫街的警察路障。

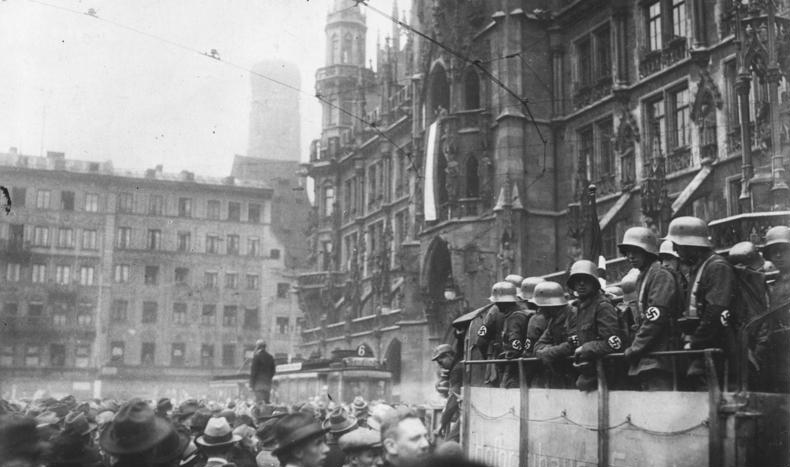
在政变期间，慕尼黑玛利亚广场爆发的骚乱。演讲者是尤利乌斯·施特莱彻
。

冲突过后，16名納粹黨人與4名警察身亡，赫尔曼·戈林身中两枪。去世的还有一名看热闹的咖啡店服务员。:111–113希特勒等人被捕。

## 伤亡

阿道夫·希特勒在血旗和持旗手親衛隊突擊隊大隊領袖雅各布·格里明格旁檢閱衝鋒隊成員，攝於1935年

### 巴伐利亚警察
- 弗里德里希·芬克
- 尼古拉斯·霍尔维格
- 马克斯·肖伯特
- 鲁道夫·施劳特

### 纳粹党人
希特勒在《我的奋斗》的献词中列出了这15名死者：
- 菲利克斯·阿尔法斯（Felix Allfarth），商人，1901年7月5日出生于莱比锡。阿尔法斯曾在西门子舒克特工厂学习销售，并于1923年搬到慕尼黑开始他的职业生涯。
- 安德烈亚斯·鲍里德尔（Andreas Bauriedl），帽子匠和第一次世界大战老兵，1879年5月4日出生于阿沙芬堡。鲍里德尔腹部中弹身亡，并导致他倒在纳粹旗帜上，而纳粹旗帜是在其旗手海因里希·特兰鲍尔受重伤时掉落在地上的。鲍里德尔的沾满鲜血的旗帜后来成为纳粹遗物，被称为“血旗」。纳粹党成员。
- 西奥多·卡塞拉（Theodor Casella），银行职员和第一次世界大战老兵，出生于1900年8月8日。自由军团和纳粹党成员。
- 威廉·埃利希（Wilhelm Ehrlich），银行职员和第一次世界大战老兵，出生于1894年8月8日。自由军团和纳粹党成员。卡普政变的前参与者。
- 马丁·福斯特（Martin Faust），银行职员、第一次世界大战老兵，出生于1901年1月4日。
- Anton Hechenberger，锁匠，出生于1902年9月28日。纳粹党和冲锋队成员。
- 奥斯卡·科纳（Oskar Körner），商人和第一次世界大战老兵，1875年1月4日出生于上佩劳。德国工人党和纳粹党成员。
- 卡尔·拉佛斯（Karl Laforce），工程系学生，出生于1904年10月28日；在政变中死去的最年轻的人。纳粹党、突击队和希特勒突击队成员。
- 库尔特·纽鲍尔（Kurt Neubauer），埃里希·鲁登道夫的贴身男仆，也是第一次世界大战老兵，1899年3月27日出生于贝恩贝格区霍普芬加滕（Hopfengarten）。自由军团成员。
- 克劳斯·冯·帕普（Klaus von Pape），商人，1904年8月16日出生于奧沙茨。
- 西奥多·冯·德·普福顿（Theodor von der Pfordten），法官和第一次世界大战老兵，1873年5月14日出生于拜罗伊特。德国国家人民党党员。在担任特劳恩施泰因战俘营指挥官期间，普福顿涉嫌虐待战俘，特别是俄罗斯人。
- 约翰·里克默斯（Johann Rickmers），退役骑兵上尉和第一次世界大战老兵；1881年5月7日出生于不来梅。自由军团成员。
- 马克斯·欧文·冯·舍布纳-里希特（Max Erwinvon Scheubner-Richter），纳粹领导人，1884年1月21日出生于里加。纳粹党成员。卡普政变的前参与者。
- 洛伦茨·里特·冯·斯特兰斯基·格里芬菲尔德（Lorenz Ritter von Stransky-Griffenfeld），工程师和第一次世界大战老兵，出生于1889年3月14日。自由军团、纳粹党和冲锋队成员。
- 威廉·沃尔夫（Wilhelm Wolf），商人和第一次世界大战老兵，出生于1898年10月19日。自由军团和纳粹党成员。

政变期间，舍布纳-里希特与希特勒手挽着手。他肺部中弹，当场死亡。他把希特勒推倒在地，摔倒时希特勒的肩膀脱臼。他是政变期间唯一去世的重要纳粹领导人。在所有死于政变的党员中，希特勒声称舍布纳-里希特是唯一“不可弥补的损失”。
根据恩斯特·罗姆的说法，马丁·福斯特和西奥多·卡塞拉都是武装民兵组织“帝国战旗”的成员，他们在占领陆军部期间因与第19步兵团的误会而被机枪扫射意外死亡。

## 审判和后续

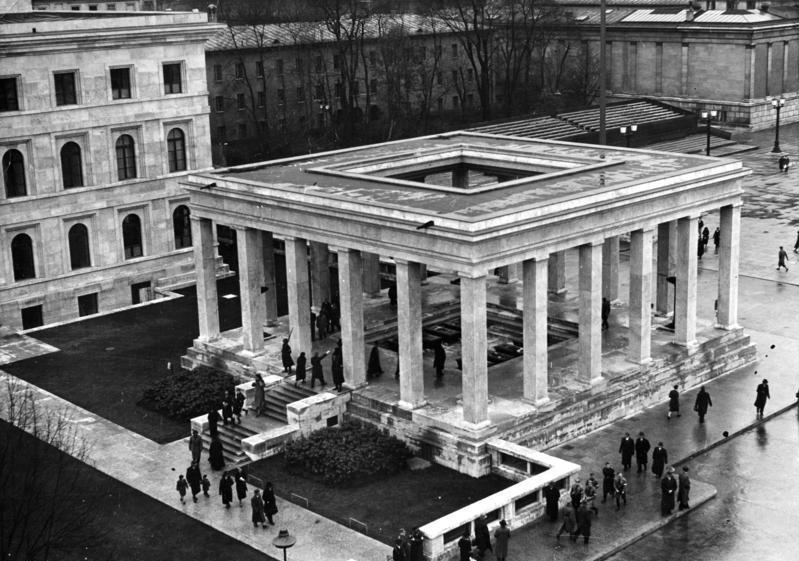
存放纳粹“烈士”尸体的荣誉圣殿

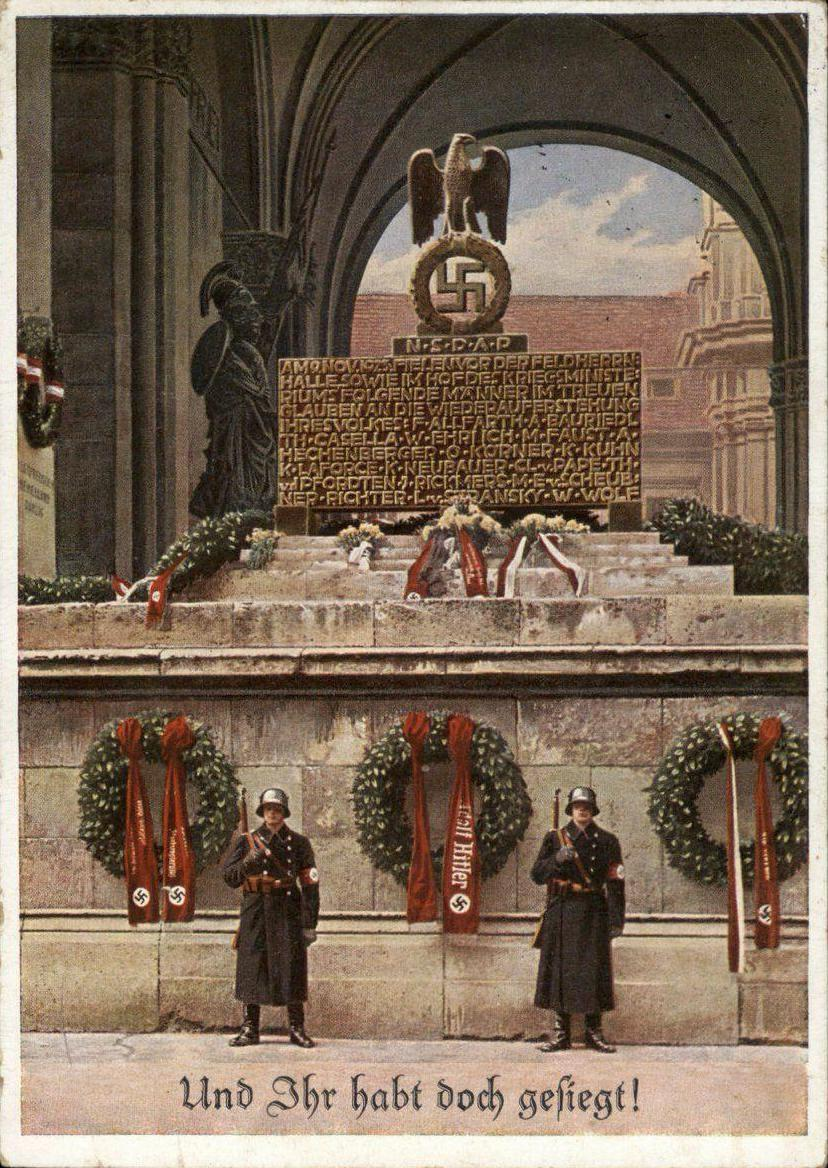
纳粹德国时期的统帅堂

1924年2月26日，希特勒被判监五年，其部下鲁道夫·赫斯被判监18個月，魯登道夫則被判無罪。在牢狱中，赫斯担当秘书，协助希特勒撰写了《我的奋斗》，作为后者的自传与政治思想的代表作。随后纳粹党被宣布为非法党派。這次政變雖被鎮壓，卻提高了希特勒在黨內的地位。同時希特勒明白不能以武力夺权，而是应该用合法的途径。希特勒最后在该年12月獲釋。
啤酒館政變的結果是促進了纳粹的发展。事件中，有15位纳粹党的支持者身亡。希特勒在《我的奋斗》的前言中提及他们的名字，并讚賞他们是“血证人」（Blutzeuge）。目的是建立一个英雄邪教来宣传纳粹思想。
1935年，以上死者葬於慕尼黑一个装修华丽的墓室——榮譽聖殿中。1945年6月，盟军委员会将尸体从榮譽聖殿移走，并联系了他们的家人。他们可以选择将亲人埋葬在慕尼黑公墓的无标记坟墓中，或者火化，这是德国无人认领尸体的常见做法。1947年1月9日，建筑物的上部被炸毁。
自1994年以来，统帅堂前的人行道上镶嵌着一块纪念牌，上面刻着在与纳粹的斗争中牺牲的四名巴伐利亚警察的名字。牌匾上写着：
|  | Den Mitgliedern der Bayerischen Landespolizei, die beim Einsatz gegen die Nationalsozialistischen Putschisten am 9.11.1923 Ihr Leben ließen. Friedrich Fink Nikolaus Hollweg Max Schoberth Rudolf Schraut 致1923年11月9日为反对国家社会主义政变而献出生命的巴伐利亚警察成员： 弗里德里希·芬克 尼古拉斯·霍尔维格 马克斯·肖伯特 鲁道夫·施劳特 |

## 注脚
1. ↑  德语多用希特勒政变/希特勒-鲁登道夫政变（或）、英语多用啤酒厅政变（英語：Beer Hall Putsch）或慕尼黑政变（英語：Munich Putsch）

- （中文）Gorlitz, Walter. . 臺北市: 黎明文化事業公司. 1980.